# Почвенный горизонт
Почвенный горизонт — специфический субгоризонтальный слой почвенного профиля, образовавшийся в результате действия почвообразовательных процессов и отличающийся от других горизонтов по морфологическим признакам, составу и свойствам.
Почвенные горизонты образуются при формировании почв. Они составляют почвенный профиль — вертикальный разрез почвы. На рисунке сверху вниз горизонты обозначены латинскими буквами:
- A0 — лесная подстилка (над сантиметровой лентой), в моховых сообществах очёс, в лугово-степных степной войлок. Органогенный горизонт, сложенный из слабо или не разложившихся растительных остатков — опада, отпада и др.
- Ad — дернина (0 — 3 см); густо пронизан живыми корнями растений, если потянуть руками за стебли травянистых растений, то она отделится от остальной части почвы и останется висеть на корнях.
- А1 — перегнойный, или гумусовый горизонт (3 — 19 см); образуется в результате преобразования остатков растений и животных в гумус. Окраска перегнойного горизонта тёмная. К низу он светлеет, так как содержание гумуса в нём уменьшается.
- А2 — горизонт вымывания («выноса»), или элювиальный горизонт (33 — 40 см). Он залегает под перегнойным. Его можно определить по смене тёмной окраски на светлую. У подзолистых почв окраска этого горизонта почти белая. Горизонты вымывания бедны питательными веществами. Почвы, в которых эти горизонты сильно развиты, обладают, как правило, низким плодородием.
- В — горизонт вмывания («приноса»), или иллювиальный горизонт (61 — 86 см). Он наиболее плотный, обогащённый частицами, внесёнными из вышележащих горизонтов. Окраска его различна. У некоторых типов почв он коричневато-чёрный из-за примеси гумуса. Если этот горизонт обогащён соединениями железа и алюминия, то становится охристым или красным. В почвах лесостепей и степей горизонт В имеет белесые пятна из-за высокого содержания соединений кальция, часто в виде разнообразных конкреций.
- С — материнская порода (93 — 121 см). Это то, на чём или из чего образовалась почва. Почва может расти как вниз при разрушении подстилающих пород, так и вверх при накоплении слоя осадков или отмерших растений.

Этот список горизонтов не является исчерпывающим и является лишь примером.
С конца 20 века в РФ сосуществует две классификации почв и почвенных горизонтов: факторно-экологическая «советская» («Классификация и диагностика почв СССР, 1977»)  и субстантивно-генетическая «российская» Классификация почв России 1997/2004 /2008».
Между российской и международной классификационными системами имеется различия в представлении о почве как об объекте классификации и его значении, в диагностических горизонтах — определениях и спектре, в соотношении между диагностируемыми объектами и диагностическими элементами.